# Apulia
Apulia (wł. Puglia) – region administracyjny w południowych Włoszech, o powierzchni 19348 km², z ok. 4 milionami mieszkańców i stolicą w Bari (362,5 tys. mieszkańców). Gęstość zaludnienia 208 osób na km². Graniczy z Molise, Kampanią i Basilicatą. 
Linia brzegowa liczy 784 km, jest najdłuższa spośród regionów administracyjnych Włoch.
W skład regionu wchodzi 6 prowincji: prowincja Bari (zlikwidowana w kwietniu 2014), prowincja Tarent, prowincja Brindisi, prowincja Foggia, prowincja Barletta-Andria-Trani i prowincja Lecce.
Apulia to także kraina historyczna w starożytnej Italii, leżąca w południowo-wschodniej części Półwyspu Apenińskiego, wzdłuż wybrzeży Adriatyku. Głównym miastem regionu był dorycki Tarent.
Wybrzeża były w starożytności skolonizowane przez Greków, wraz z Bruttium, Kalabrią i Lukanią stanowiła w antyku część tzw. Wielkiej Grecji – aż do końca średniowiecza wpływy kultury greckiej były tam silne (zob. Italogrecy).
W apulijskim mieście Wenuzji (obecnie Venosa w regionie Basilicata) urodził się rzymski poeta Horacy. W Apulii znajdowało się miasto Kanny, gdzie doszło do klęski Rzymian w II wojnie punickiej.
Od połowy IX w. do połowy XI w. wraz z Kalabrią i Basilicatą należała do katepanatu Italii. Później podbita przez Normanów.
Prezydentem regionu jest Michele Emiliano.

## Ochrona przyrody
W regionie Apulia znajdują się dwa parki narodowe: Park Narodowy Alta Murgia oraz Park Narodowy Gargano. Prócz tego utworzono 17 rezerwatów przyrody, dwa największe to Rezerwat przyrody Saline di Margherita di Savoia oraz Rezerwat przyrody Stornara (pozostałe 15 nie przekracza 930 ha). Jezioro Salso zostało objęte patronatem WWF. Do gatunków endemicznych regionu należą m.in. skorupiak Spelaeomysis bottazzii. Z roślin endemicznych wymienić można Arum apulum, Crocus thomasii oraz Iris bicapitata.